# Dolní Franky
Dolní Franky (německy Unterfranken) jsou jeden ze sedmi vládních obvodů Bavorska v Německu. Nachází se na severozápadě Bavorska. Region vznikl v roce 1817 a po dobu své existence byl několikrát přejmenován. Na území o rozloze 8531,59 km² žije přibližně 1,30 milionu obyvatel. Správním sídlem je město Würzburg.

## Geografie
Dolní Franky na východě sousedí s bavorským vládním obvodem Horní Franky, na jihovýchodě se Středními Franky, na jihu s bádensko-württemberským vládním obvodem Stuttgart a Karlsruhe, na západě s hesenským vládním obvodem Darmstadt, na severu s Kasselem a na severovýchodě se Svobodným státem Durynsko.

### Přírodní poměry
Dolní Franky leží v povodí Mohanu a Franské Sály. Řeka Mohan přibírá u sídla Kahl am Main zprava řeku Kahl a v nadmořské výšce kolem 102 metrů opouští území Dolních Frank a Bavorska – jedná se o nejníže položené místo celého Bavorska. Nejvyšší nadmořské výšky dosahují Dolní Franky v pohoří Rhön v severní části území, nejvyšším bodem je vrchol hory Dammersfeldkuppe (928 m). Na západě se rozprostírá Spessart, na východě Steigerwald a v centrální a jižní části Mainfränkische Platten („Mohanskofranské plošiny“), známé též pod názvem Fränkische Platten („Franské plošiny“).

### Doprava
Dolními Franky procházejí dálnice A3, A7, A70 a A71. Po nich jsou trasovány evropské silnice E41, E43 a E45. V dolnofranské metropoli končí jižní část vysokorychlostní železniční trati Hannover–Würzburg, která je součástí Transevropské dopravní sítě.

## Administrativní členění
Správní obvod Dolní Franky zahrnuje 3 městské okresy a 9 zemských okresů.
| Město nebo zemský okres                     | Obyvatelstvo (2008) | Obyvatelstvo (2008) | Rozloha (km²) | Rozloha (km²) |
| ------------------------------------------- | ------------------- | ------------------- | ------------- | ------------- |
| Aschaffenburg                               | 68 776              | 5,2%                | 62            | 0,7%          |
| Schweinfurt                                 | 53 566              | 4,0%                | 36            | 0,4%          |
| Würzburg                                    | 134 440             | 10,1%               | 88            | 1,0%          |
| Zemský okres Aschaffenburg                  | 173 946             | 13,1%               | 699           | 8,2%          |
| Zemský okres Bad Kissingen                  | 106 203             | 8,0%                | 1,137         | 13,3%         |
| Zemský okres Haßberge                       | 86 322              | 6,5%                | 956           | 11,2%         |
| Zemský okres Kitzingen                      | 89 259              | 6,7%                | 684           | 8,0%          |
| Zemský okres Mohan-Spessart (Main-Spessart) | 129 741             | 9,7%                | 1 322         | 15,5%         |
| Zemský okres Miltenberg                     | 130 009             | 9,8%                | 716           | 8,4%          |
| Zemský okres Rhön-Grabfeld                  | 84 360              | 6,3%                | 1 022         | 12,0%         |
| Zemský okres Schweinfurt                    | 114 444             | 8,6%                | 842           | 9,9%          |
| Zemský okres Würzburg                       | 160 434             | 12,0%               | 968           | 11,3%         |
| Celkem                                      | 1 331 500           | 100,0%              | 8 531         | 100,0%        |

## Obyvatelstvo
| Vývoj počtu obyvatel |           |
| 1910                 | 710 943   |
| 1939                 | 844 732   |
| 1950                 | 1 038 930 |
| 1961                 | 1 089 983 |
| 1970                 | 1 181 309 |
| 1987                 | 1 202 711 |
| 2002                 | 1 344 300 |
| 2004                 | 1 344 629 |
| 2005                 | 1 341 481 |
| 2006                 | 1 337 876 |

## Známí obyvatelé
- Florian Geyer
- Tilman Riemenschneider
- Balthasar Neumann
- Friedrich Rückert
- Wilhelm Conrad Röntgen
- Leonhard Frank
- Carl Diem
- Dirk Nowitzki